# Signal Corps Radio
Les Signal Corps Radios étaient le sigle identifiant les séries de composantes des systèmes de télécommunication de l'US Army. Dans la nomenclature militaire SCR voulait dire initialement « Set, Complete, Radio » (ensemble radio complet) mais a été graduellement mal interprété pour devenir « Signal Corps Radio ».

## Nomenclature
Le sigle SCR faisait partie d'un système de nomenclature développé pour le  Corps des signaleurs de l'Armée américaine en usage, au moins, depuis la Première Guerre mondiale. Les groupes de trois lettres commençant par « SC » désignaient des systèmes complets alors que les groupes de deux lettres (comme « BC » pour Basic Component, « FT » pour mounting (socle), etc.) étaient utilisés pour leurs différents éléments. Seuls quelques indicatifs ont été utilisés :
- SCM – Set, Complete, Meteorological ;
- SCR – Set, Complete, Radio ;
- SCS – Set, Complete, System.

## Unités radio SCR

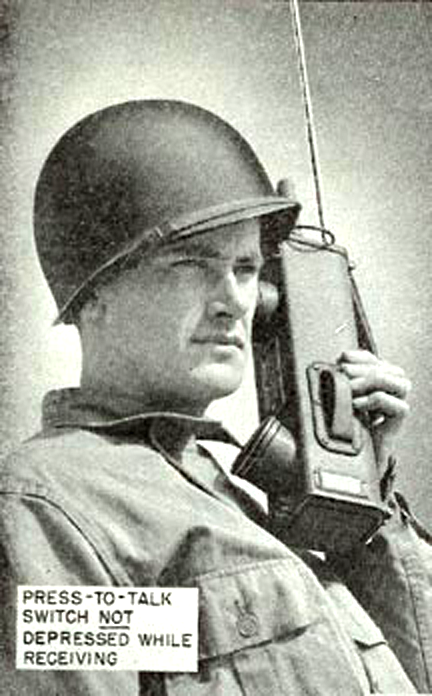
Un talkie-walkie SCR-536.

Le U.S. Signal Corps utilisait le terme « set » (unité) pour désigner des groupements de composants comme les émetteurs, les récepteurs, les alimentations électriques, les combinés, les boîtiers et les antennes. Les unités radio SCR allaient de systèmes relativement petits comme les émetteurs–récepteurs portatifs (SCR-536 (en)) aux systèmes de communication de grande puissance montés sur des remorques de camion comme le SCR-299 (en), ou de gros systèmes radar à micro-ondes comme le radar SCR-270.

## SCS
L'indicatif SCS désignait des groupes d'unités SCR comprenant des systèmes importants comme des ensembles de postes de radio de centres terrestres de contrôle ou directeurs de la chasse. L'indicatif SCR peut être donné à un simple émetteur ou récepteur, ou à une unité complète comprenant un émetteur et un récepteur.

## Indicatifs additionnels
L'indicatif additionnel « RC » était utilisé pour désigner des sous–systèmes ou des groupes d'accessoires. le Joint Electronics Type Designation System, qui vit le jour en 1943, a absorbé ou remplacé les indicatifs SC.